# François Budan de Boislaurent
Ferdinand François Désiré Budan de Boislaurent (n. 28 septembrie 1761 - d. 6 octombrie 1840) a fost un matematician francez.
Un rezultat matematic îi poartă numele: teorema lui Budan.
Acesta reprezintă o generalizare a regulii semnelor a lui Descartes, referitoare la numărul rădăcinilor pozitive ale unei ecuații algebrice cu coeficienți reali.